# 11461 Wladimirneumann
11461 Wladimirneumann eller 1981 EM18 är en asteroid i huvudbältet som upptäcktes den 2 mars 1981 av den amerikanska astronomen Schelte J. Bus vid Siding Spring-observatoriet. Den är uppkallad efter Wladimir Neumann.
Asteroiden har en diameter på ungefär 3 kilometer och den tillhör asteroidgruppen Levin.